# Mohamed Boudi
Mohamed Boudi, né le 1er juillet 1920 à Berriane et décédé le 10 novembre 1962 dans la même ville, est un homme politique français.